# Tučepi
Tučepi est un village et une municipalité située sur la Makarska riviera, dans le comitat de Split-Dalmatie, en Croatie. Au recensement de 2001, la municipalité comptait 1 763 habitants, dont 96,82 % de Croates et le village seul comptait 1 763 habitants.

## Localités
La municipalité de Tučepi ne compte qu'une seule localité, le village éponyme de Tučepi.